# Permission de travestissement
Pour les articles homonymes, voir Permission.

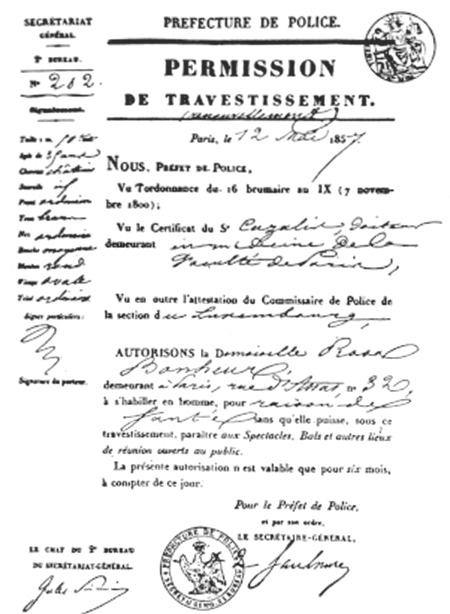
Permission de travestissement accordée à Rosa Bonheur par le préfet de police de Paris le 12 mai 1857.

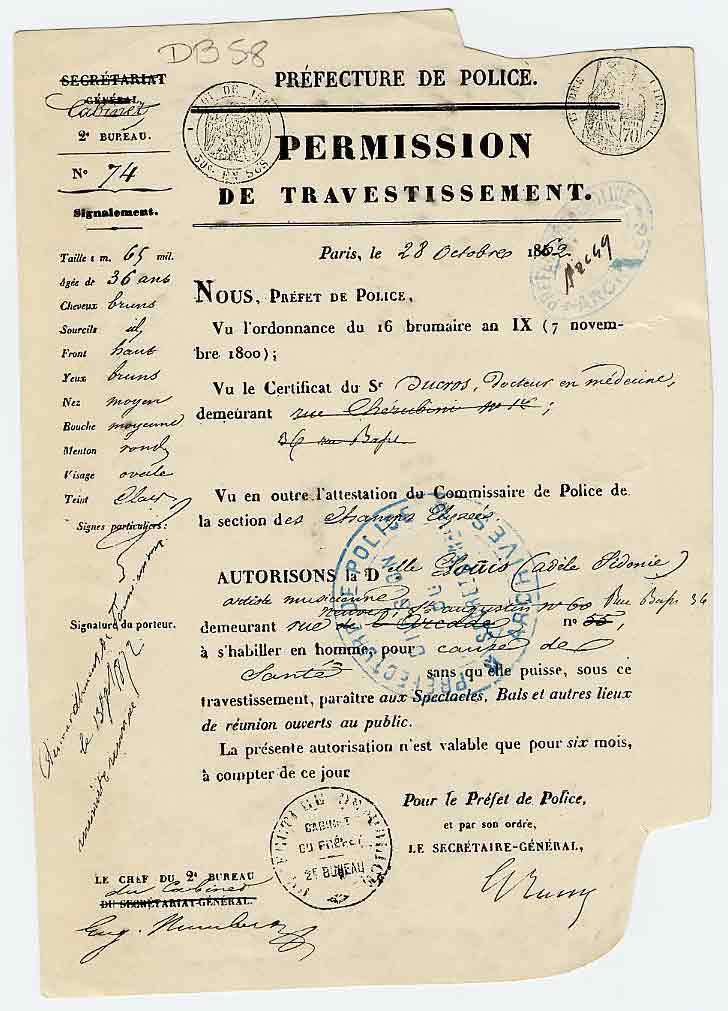
Permission de travestissement accordée par le préfet de police de Paris à Adèle Sidonie Louis le 28 octobre 1862.

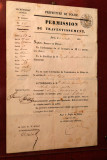
Permission de travestissement accordée par le préfet de police de Paris à Nathalie Micas le 11 octobre 1857.

À Paris et dans le département de la Seine, une permission de travestissement est un document officiel délivré par la préfecture de police, rendu obligatoire par l’ordonnance du 16 brumaire an IX (7 novembre 1800 - c'est-à-dire au tout début du Consulat) du préfet de police de Paris, autorisant les femmes « à s'habiller en homme ». Cette ordonnance a été reconnue comme implicitement abrogée en janvier 2013.

## L'ordonnance de 1800
Le 16 brumaire an IX, Louis Nicolas Dubois, préfet de police de Paris depuis quelques mois, émet une ordonnance visant à mettre un terme à l'usurpation de l’identité masculine par les femmes avec « l’intention coupable d’abuser de son travestissement ». Dans ce texte, il se dit « persuadé qu'aucune d'elles ne quitte les habits de son sexe que pour cause de santé » et considère « que les femmes travesties sont exposées à une infinité de désagréments, et même aux méprises des agents de la police, si elles ne sont pas munies d'une autorisation spéciale ». L'ordonnance annule toutes les permissions accordées par les sous-préfets ou les maires du département de la Seine, et les maires des communes de Saint-Cloud, Sèvres et Meudon et impose l'introduction d'une nouvelle demande à la préfecture de police, accompagnée d'un certificat d'un officier de santé. Il est spécifié que « toute femme trouvée travestie, qui ne se sera pas conformée aux dispositions des articles précédents, sera arrêtée et conduite à la préfecture de police », mais les peines encourues ne sont pas précisées. L'autorisation devait être renouvelée tous les six mois.

## Histoire
Les archives de la préfecture de police de Paris possèdent un dossier censé conserver les demandes introduites et les permissions de travestissement accordées en vertu de l’ordonnance de 1800. Ce dossier en mauvais état ne contient que quelques documents originaux, accompagnés de coupures de presse. La plus ancienne demande de permission de travestissement conservée est datée de 1806 : elle autorise la dénommée Catherine-Marguerite Mayer à s'habiller en homme pour monter à cheval. En 1862, Adèle Sidonie Loüis se voit accorder cette permission « pour cause de santé ». Les coupures de presse nous apprennent qu'entre 1850 et 1860, seules douze femmes bénéficièrent d'une autorisation et qu'en 1890, on dénombrait une dizaine de femmes titulaires de la permission.
En 1887, la féministe Marie-Rose Astié de Valsayre, s'étant vu refuser la permission de s'habiller en homme, demande vainement aux députés d'« éliminer la loi routinière, qui interdit aux femmes de porter le costume masculin, tout aussi décent, quoi qu’on en puisse dire, surtout incontestablement plus hygiénique ». À la fin du XIXe siècle, l'évolution des mœurs et les nouvelles habitudes vestimentaires rendent plus délicate la définition du travestissement de la femme et l'ordonnance de 1800 qui tombe en désuétude n'est plus guère respectée. Madeleine Pelletier ne prend pas la peine de demander l'autorisation et Colette ironise en parlant de ses amies saphiques qui « frondaient à mi-voix le père Lépine », sans craindre de répression de la préfecture. La légende urbaine veut que des circulaires datées de 1892 et 1909 autorisent le port du pantalon si la femme tient par la main un guidon de bicyclette ou les rênes d'un cheval, mais en réalité il n'en est rien.
Le procès de Violette Morris remet l'ordonnance de 1800 en lumière en 1930, puisque la sportive est radiée pour le « déplorable » exemple qu'elle donne en portant le pantalon. Les archives de la préfecture ne contiennent toutefois aucune trace de permission délivrée au XXe siècle.
En 1969, un conseiller de Paris demande la « modernisation » de cette réglementation qui n'est plus appliquée, la jurisprudence ne pouvant être invoquée en l'absence de texte formel pour abroger cette mesure. Dans son refus, le préfet de police estime « sage de ne pas changer des textes auxquels les variations prévisibles ou imprévisibles de la mode peuvent à tout moment rendre leur actualité ».
En 2003, à l'approche du bicentenaire de George Sand « qui avait dû se soumettre à cette autorisation pour porter le pantalon auprès de la préfecture de l'Indre », Jean-Yves Hugon, député de ce département, demande à la ministre déléguée à la Parité et l'Égalité professionnelle, Nicole Ameline, de revenir sur cette loi ; cette dernière répond qu'« il ne lui paraissait pas opportun de prendre l'initiative d'une telle mesure dont la portée serait purement symbolique ». 
Malgré une proposition de loi de députés du Parti radical de gauche et apparentés déposée en avril 2010 et visant à supprimer les dispositions réglementaires qui interdisent le port féminin du pantalon, ce n'est que le 31 janvier 2013, en réponse à une question du sénateur Alain Houpert, que le ministère des Droits des femmes constate « l'abrogation implicite de l'ordonnance » en raison de son incompatibilité « avec les principes d'égalité entre les femmes et les hommes qui sont inscrits dans la Constitution et les engagements européens de la France »,.
Cependant, d'après Danièle Lochak, « l'abrogation explicite devrait être décidée par le préfet de police ».

## Personnes célèbres ayant bénéficié d'une permission de travestissement
- Marguerite Bellanger[note 2],[5],[17]
- Rosa Bonheur[5],[18]
- Hélène Brion[réf. nécessaire]
- Clémentine Delait[19]
- Jane Dieulafoy[5]
- Gisèle d'Estoc[20]
- Nathalie Micas[note 3]
- Rachilde[7]
- George Sand[8],[21]

Parmi les femmes qui ont bravé l'interdiction du travestissement, la plus célèbre fut Mathilde de Morny. On peut également citer Violette Morris et Marie-Rose Astié de Valsayre.[réf. nécessaire]
Alfred P., connu sous le nom de Dina Alma de Paradeda (1871-1906), a été un homme travesti ayant vécu en femme pendant vingt ans. Ayant réussi à tromper tout le monde sur son sexe, il a reçu une permission de travestissement en homme à Berlin, au début du XXe siècle.

## Dans la culture
- En 2021, dans Flashback, un film de et avec Caroline Vigneaux, celle-ci parle du travestissement à différentes époques de l'humanité et des conséquences pour les contrevenants.